# Carlos Manuel Urzúa Macías
Carlos Manuel Urzúa Macías (Aguascalientes, 9 giugno 1955 – Città del Messico, 19 febbraio 2024) è stato un politico ed economista messicano.

## Biografia
Nato ad Aguascalientes il 9 giugno 1955, si laureò in matematica presso l'Istituto tecnologico e degli studi superiori di Monterrey. Conseguì poi un master sempre in matematica all'Istituto politecnico nazionale e un dottorato in economia all'Università del Wisconsin-Madison. Divenne poi docente universitario all'ITESM.

### Carriera politica
Nel dicembre 2000 venne nominato segretario della finanza e del credito pubblico all'interno del governo del Distretto Federale (l'attuale Città del Messico), allora governato da Andrés Manuel López Obrador. Rimase in carica fino al luglio 2003, quando decise di fondare la Escuela de Graduados en Administración Pública y Política Pública, una scuola di specializzazione in politiche pubbliche che diresse per dieci anni. Nel 2007, inoltre, divenne membro dell'Accademia messicana di scienze.
Nel 2018 entrò a far parte del gabinetto politico del presidente AMLO, ricoprendo il ruolo di segretario della finanza e del credito pubblico. Nel luglio dell'anno successivo però si dimise dall'incarico, affermando di non essere d'accordo con le decisioni prese dal resto del governo.
Nell'ottobre 2023 annunciò la sua partecipazione alla campagna elettorale della politica Xóchitl Gálvez in vista delle elezioni presidenziali del 2024.

### Morte
Carlos Urzúa morì a Città del Messico il 19 febbraio 2024, all'età di 68 anni, a causa di un infarto fulminante. Il corpo venne rinvenuto disteso sulle scale della sua abitazione.